# مارينا ميليتيتش
مارينا ميليتيتش (من مواليد 21 فبراير 1983) هي لاعبة كرواتية متقاعدة. تلعب في المنتخب الوطني الكرواتي للسيدات لكرة الطائرة.
شاركت في بطولة العالم للسيدات للكرة الطائرة 2010 في اليابان. لعبت مع دينامو يانتار.

## الأندية
- زوك فوكوفار (1998-2001)
- ZOK Osijek (2001-2002)
- ميلون لا روشيت (2002-2005)
- لو كانيت (2005-2006)
- ASPTT Mulhouse (2006-2007)
- Le Cannet-Rocheville (2007-2008)
- رييكا كفيج (2008-2010)
- دينامو يانتار (2010-2011)
- رابيتا باكو (2011)
- ساريير بيليديسي (2011-2012)
- غلطة سراي إسطنبول (2012)
- آجيل بروستوف (2012-2013)

## روابط خارجية
- مارينا ميليتيتش على موقع الاتحاد الأوروبي (الإنجليزية)
- مارينا ميليتيتش على موقع عالم الكرة الطائرة (الإنجليزية)